# Dappentalfrage
Die Dappentalfrage (zeitgenössisch: Dappenthalfrage) war ein Gebietsdisput um den territorialen Besitz des Dappentals (französisch Vallée des Dappes) an der Grenze zwischen der Schweiz und Frankreich.

## Geschichte des Dappentals, 1648 bis 1862
Das Dappental gehörte seit dem Abkommen zwischen der Freigrafschaft Burgund und dem Stadtstaat Bern im Jahre 1648 zum bernischen Gebiet. Diese Zugehörigkeit wurde auch durch Staatsverträge mit dem französischen König in den Jahren 1752 und 1761 nicht bestritten. Napoleon Bonaparte scherte sich nicht um diese Verträge, nutzte die Schwäche der von ihm abhängigen Schweiz und annektierte das Dappental im Jahre 1805 zum Bau einer militärstrategischen Strasse zwischen Les Rousses und dem Pays de Gex.
Nach der Niederlage Frankreichs hinterliessen die Friedensverträge von Paris (1814 und 1815) eine unklare Rechtslage. Das Dappental gehörte zwar wieder zur Schweiz und stand unter der Verwaltung des Kantons Waadt. Frankreich war nicht gewillt, auf seine Ansprüche zu verzichten. Es folgten jahrelange Streitereien inklusive imperialen Säbelrasselns seitens Paris. Schliesslich liess der französische Kaiser Napoleon III. im Jahre 1861 Truppen ins Dappental einmarschieren.

## Lösung der Dappentalfrage

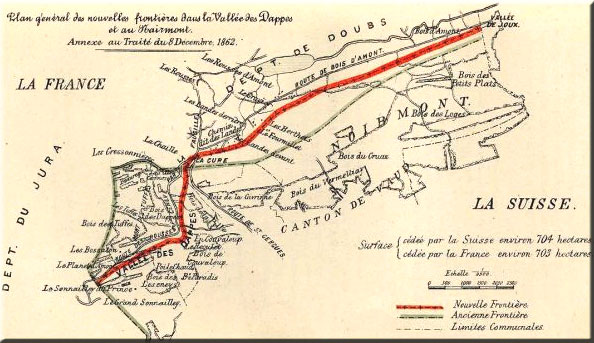
Karte des Gebietstausches

Wohl auch auf diesen Druck hin wurde im Jahre 1862 der Status des Dappentals in der Form eines Gebietstausches im Umfange von sieben Quadratkilometern geklärt. Frankreich erhielt den westlichen Teil des Dappentals und die von ihm gebaute Strasse inklusive eines Landstreifens «in der durchschnittlichen Breite von beiläufig 500 Schweizer Fuss oder 150 Meter» östlich der Strasse. Die Schweiz erhielt als Ersatz dafür Gebiete in gleicher Gesamtfläche längs des Abhangs des Noirmont der französischen Gemeinden Les Rousses und Bois-d’Amont östlich von La Cure bis zur bestehenden Grenze zum Vallée de Joux.
Zudem wurde im Vertrag festgelegt, dass auf dem Gebiet des Dappentals keine militärischen Anlagen errichtet werden dürfen. Das Durchfahrtsrecht für die französische Armee wird damit nicht infrage gestellt. Im Gegenzug wurde Frankreich verpflichtet, die (auf französischem Staatsgebiet liegende) Verbindung von La Cure ins Vallée de Joux in einen befahrbaren Zustand zu bringen (damals noch keine Selbstverständlichkeit) und gewährte eine von allen Transit-, Zoll- und Mautgebühren freie Durchfahrt, was auch für den Postverkehr der Schweizerischen Postverwaltung (der damaligen Post-, Telefon- und Telegrafenbetriebe) gilt.
Weiter bestimmte der Vertrag, dass die auf den ausgetauschten Territorien Beheimateten ihre Staatsbürgerschaft frei wählen und am Orte wohnen bleiben durften.